# Peigne
Pour les articles homonymes, voir Peigne (homonymie).

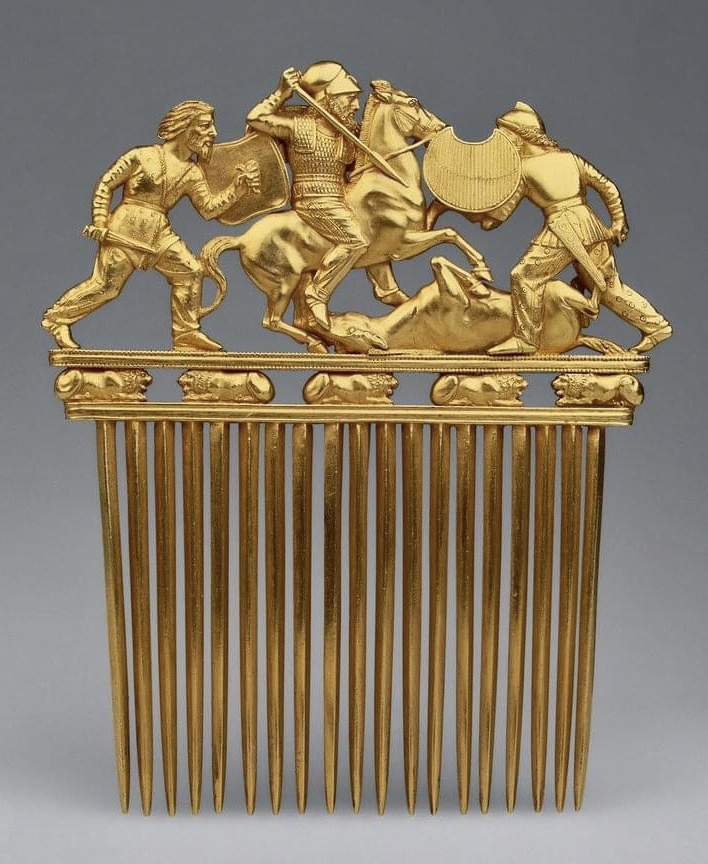
Peigne à longues dents destiné à maintenir une coiffure en place (chignon), kourgane de Solokha.

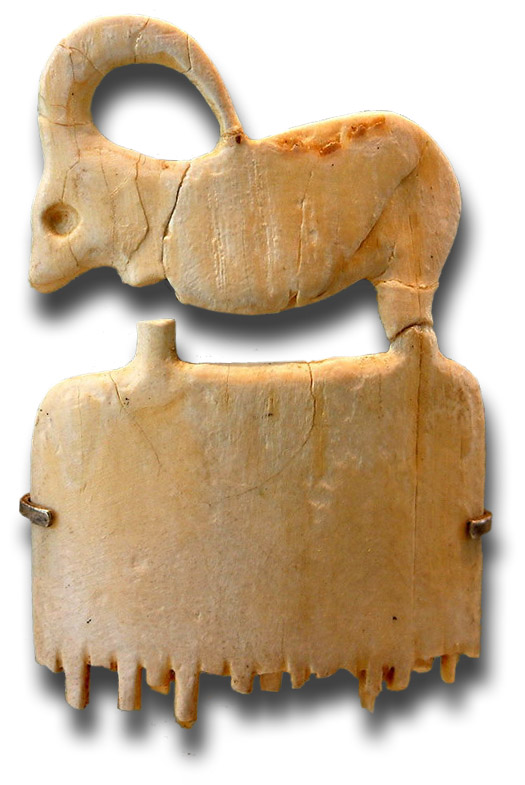
Peigne ancien, égyptien, en ivoire d'hippopotame, à figure de bouquetin (époque : Nagada I).

Un peigne est un outil muni de tiges parallèles appelées « dents », de taille, longueur et grosseur variables, qui sert à remettre les cheveux et les poils en ordre ou à en retirer les poux ou les lentes. Le peigne peut être utilisé pour appliquer une teinture sur les cheveux. C'est aussi un accessoire qui permet de maintenir les cheveux en place. C'est à ce titre un accessoire de mode.
Il est l'un des outils principaux, même le symbole, du coiffeur.

## Historique

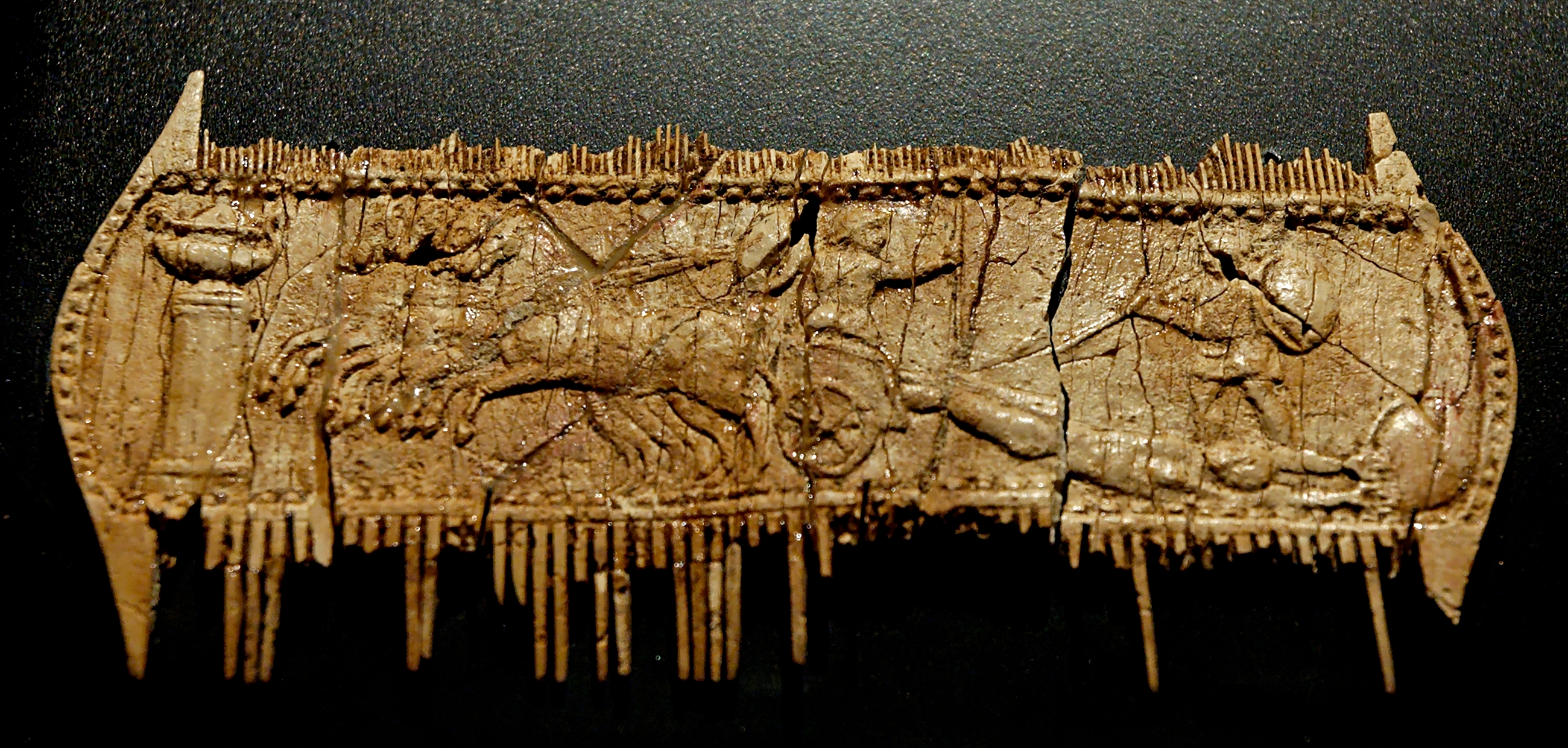
Peigne antique en os, représentant Achille traînant le corps d'Hector derrière son char. Peigne en os, seconde moitié du Provenance : tombe 5, via Frascati à Oria (Italie).

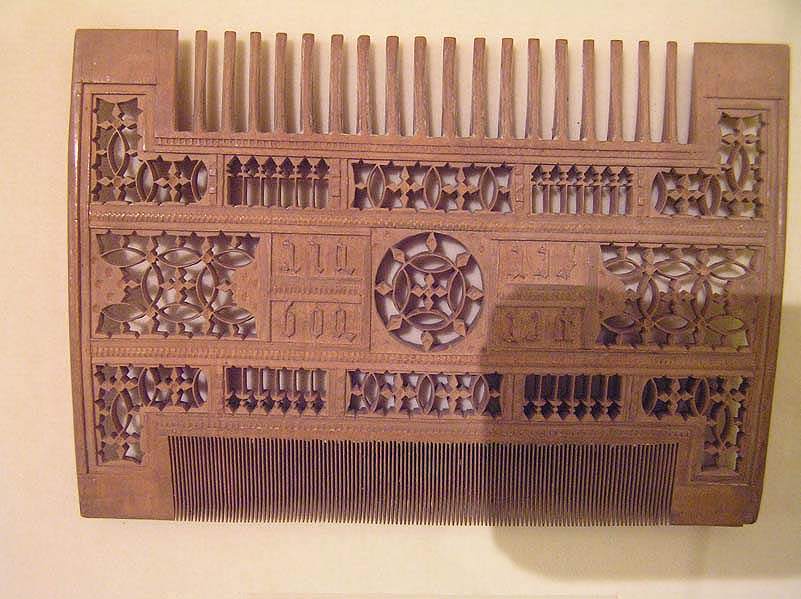
Peigne de bois sculpté, période médiévale (hôtel de Cluny, Paris, Musée national du Moyen Âge (photographie de Pierre-Emmanuel Malissin et Frédéric Valdes).

Des peignes ont été fabriqués depuis plusieurs milliers d'années, dans différentes matières : os, corne, ivoire, bois, écaille de tortue, puis métal, et, plus généralement à l'époque moderne, en matière plastique. Les peignes anciens comportaient souvent deux rangées de dents, l'une comportant des dents plus épaisses et plus espacées. Peut-être la denture la plus fine jouait elle aussi le rôle de peigne anti-poux en facilitant l'élimination des lentes.
Des peignes en os datant de 8 000 av. J.-C. ont été découverts en Scandinavie.
Dans l'Égypte antique, des peignes en ivoire ou en bois avec des dents des deux côtés étaient utilisés. À l'époque gallo-romaine, les cheveux sont peignés tous les matins, avec un peigne double, pouvant être en corne ou en os : les dents serrées sont destinées à éliminer les poux, les dents plus espacées à se coiffer. 
Au IXe siècle, les Chinoises portaient des peignes en bois.
Au Moyen Âge, les femmes maintenaient leurs cheveux avec des peignes ciselés et décorés.
À partir de 1760, en Amérique, les peignes sont fabriqués avec des écailles de tortue. Les premiers peignes en matières plastiques sont fabriqués par Alexandre Parkes qui nomme la matière parkesine.
Il a existé en Occident aux XVIIIe et XIXe siècle des « peignes de plomb » qui donnaient une teinte grise aux cheveux mais source de saturnisme[réf. nécessaire]. Leur origine ne semble pas clairement établie.
Quelle que soit l'époque, pour les peignes destinés à demeurer dans la chevelure, se pose le problème du maintien : sur des cheveux raides notamment, le peigne peut être amené à glisser. C'est pourquoi de nos jours les peignes décoratifs ont pour la plupart des dents en plastique, à l’exclusion du métal et du bois, car le plastique peut être rendu rugueux, ce qui permet au peigne de rester en place. Le peigne est ainsi souvent décoré par d'autres matériaux comme le strass, les perles ou un quelconque métal.
On désignait parfois par « peigne » un outil destiné à carder la laine, le lin ou d'autres fibres ; il est plus proprement appelé carde (mot dérivé de chardon) car le fruit d'un certain  chardon était cultivé à cet usage. Il s'agit alors d'une planche munie d’une poignée et hérissée de longues pointes de fer. Les martyrs, qui subirent le supplice d'être déchirés par des « peignes de fer », l’auraient donc été par des cardes.

## Galerie

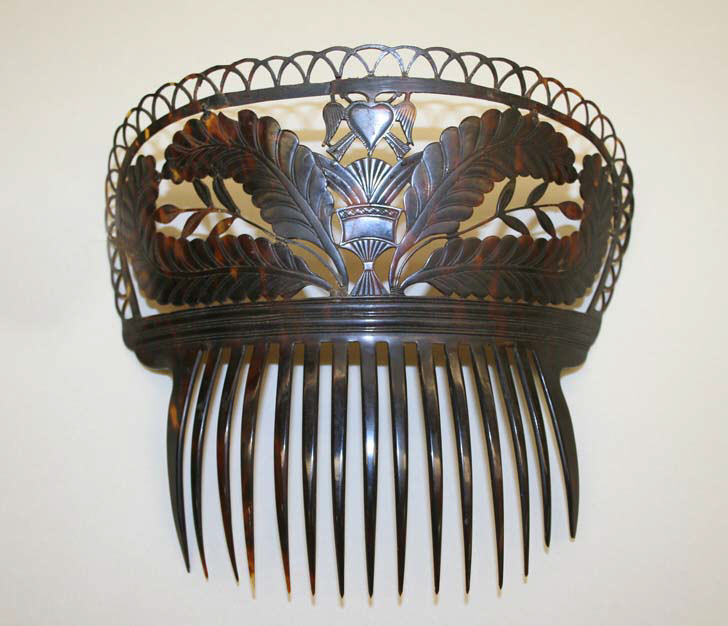
Peigne en écaille de tortue (v. 1830), don de Diana Vreeland (1978)
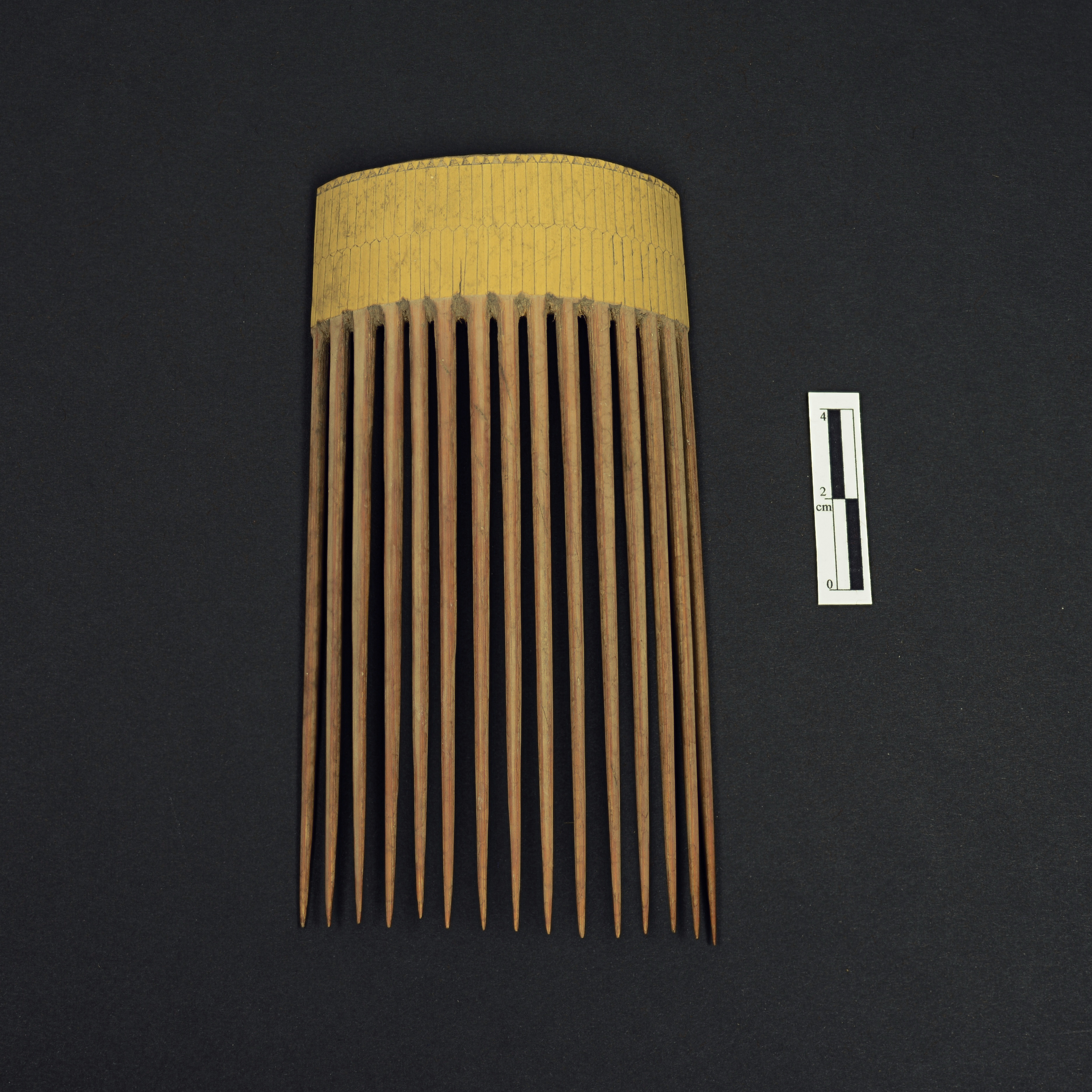
Peigne parure Kanak, XIXe
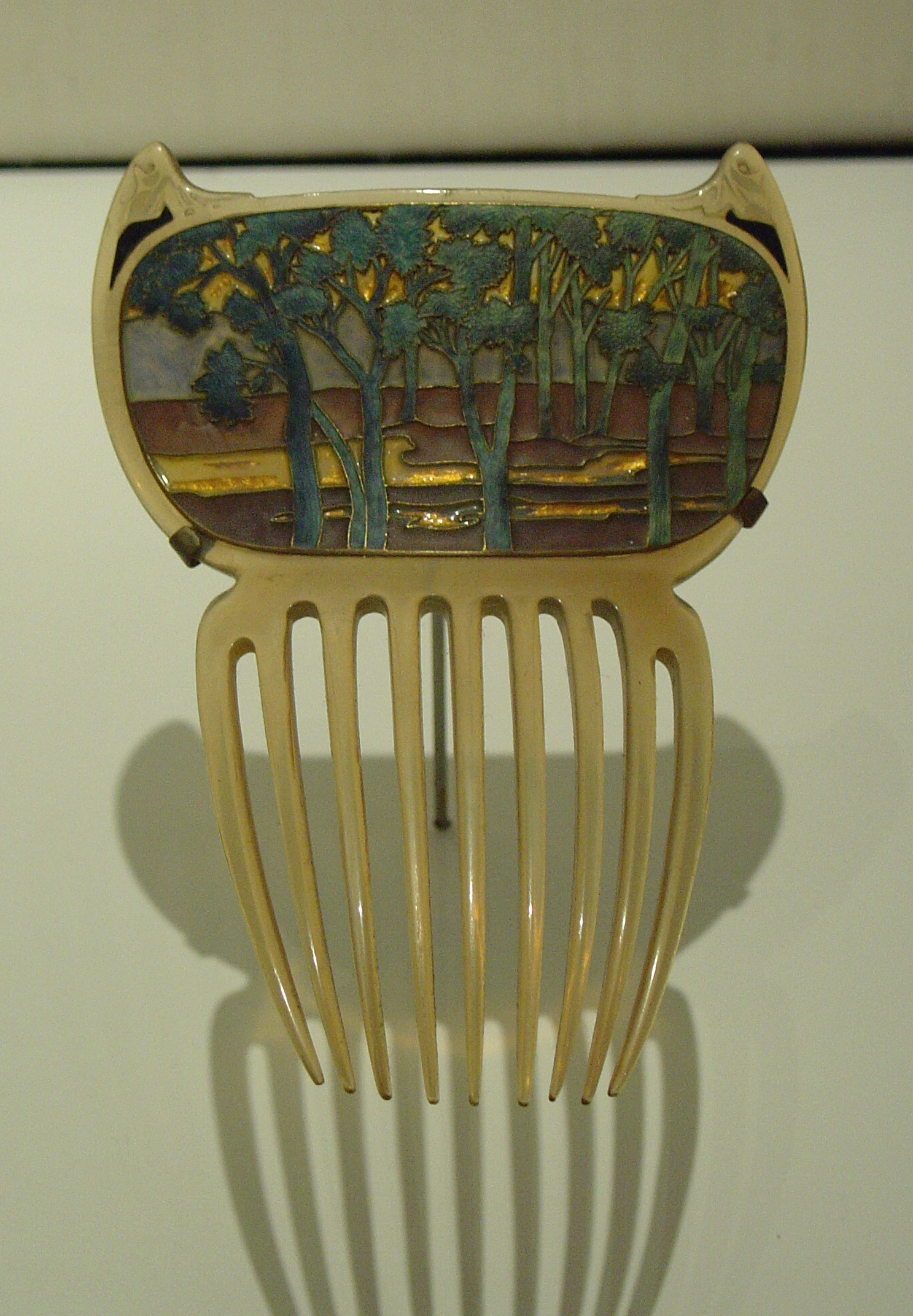
Peigne bijou créé par Renée Lalique, fin XIXe - début XXe
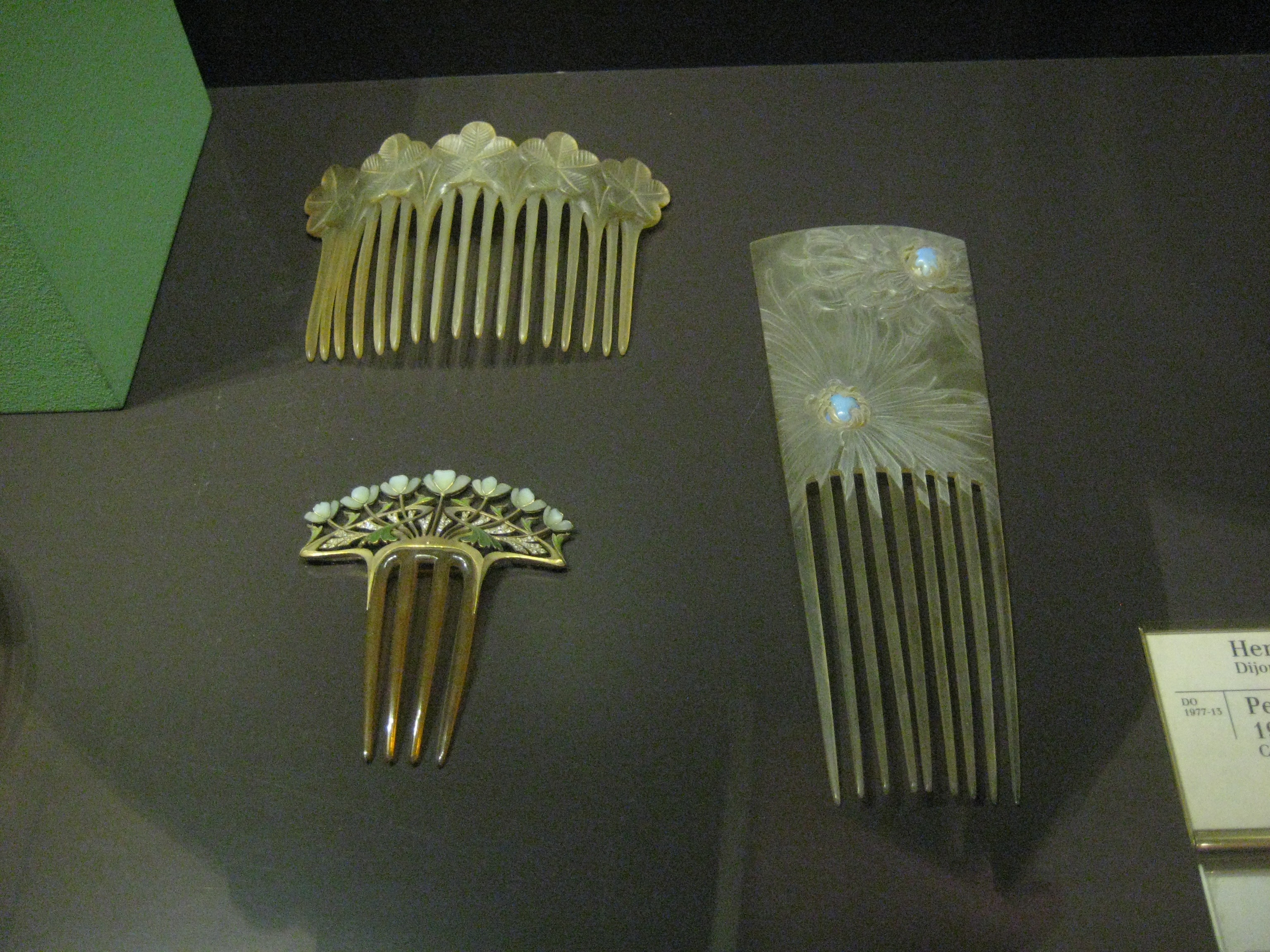
Peignes en corne créés par (en) Henri Hamm, av. 1961
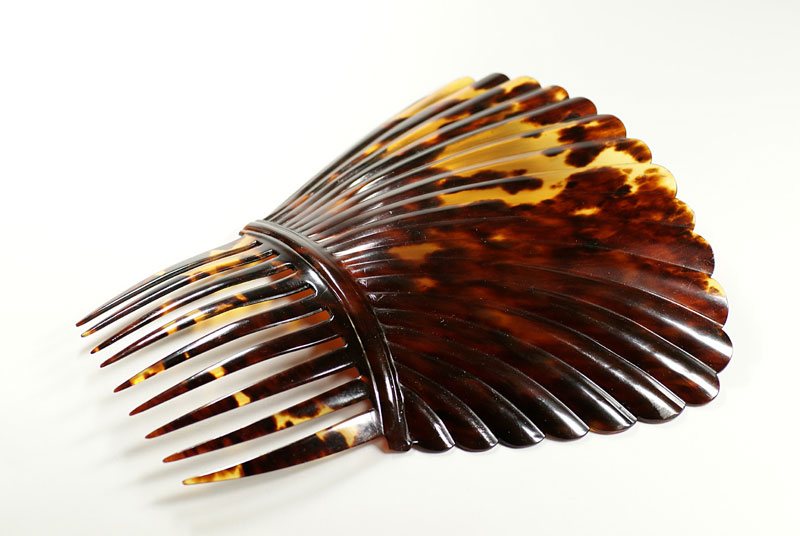
Peigne en écaille (caret)
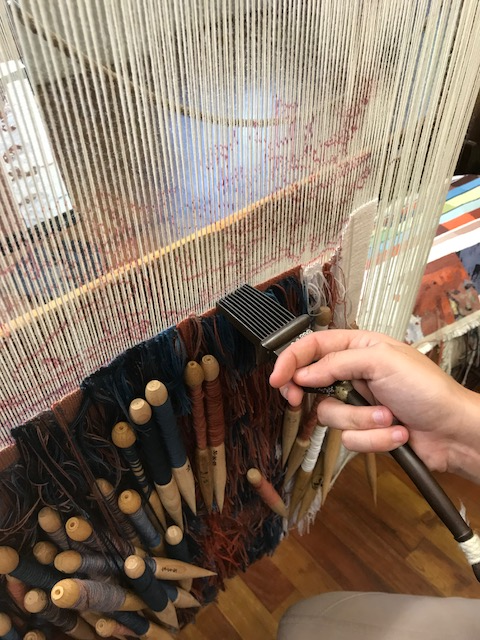
Utilisation d'un peigne en tapisserie de haute lice
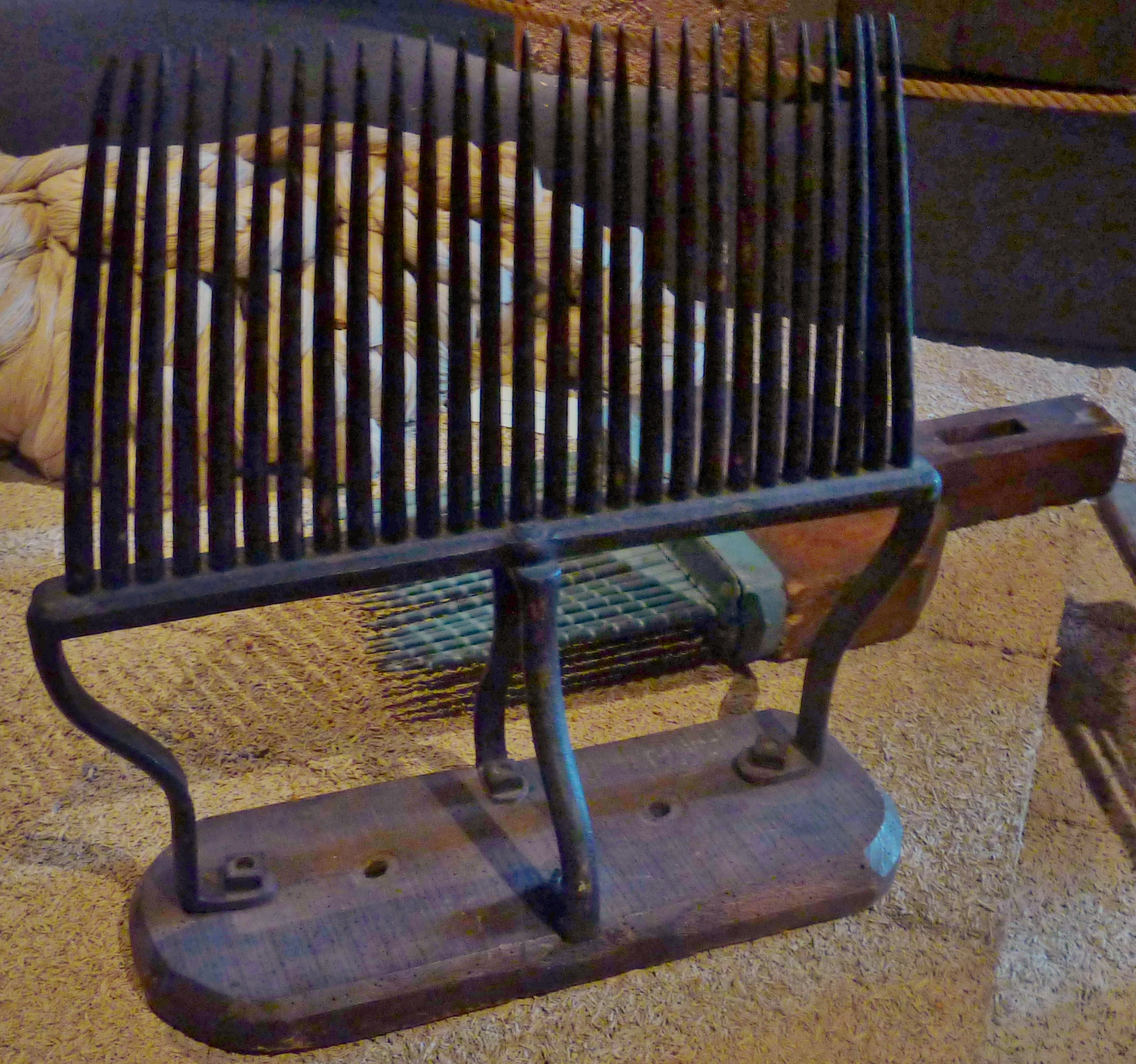
Peigne à chanvre
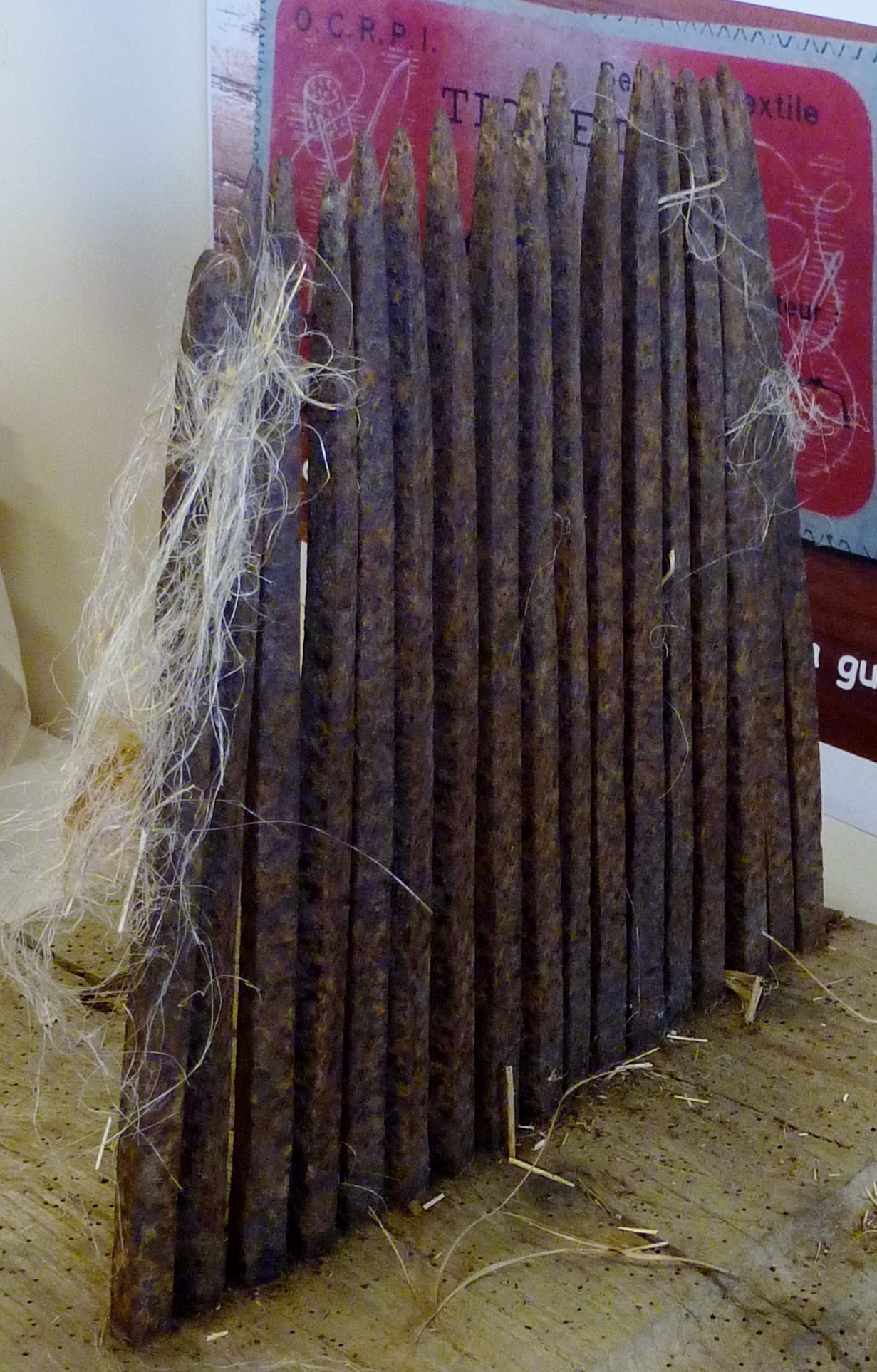
Peigne à égrener le lin
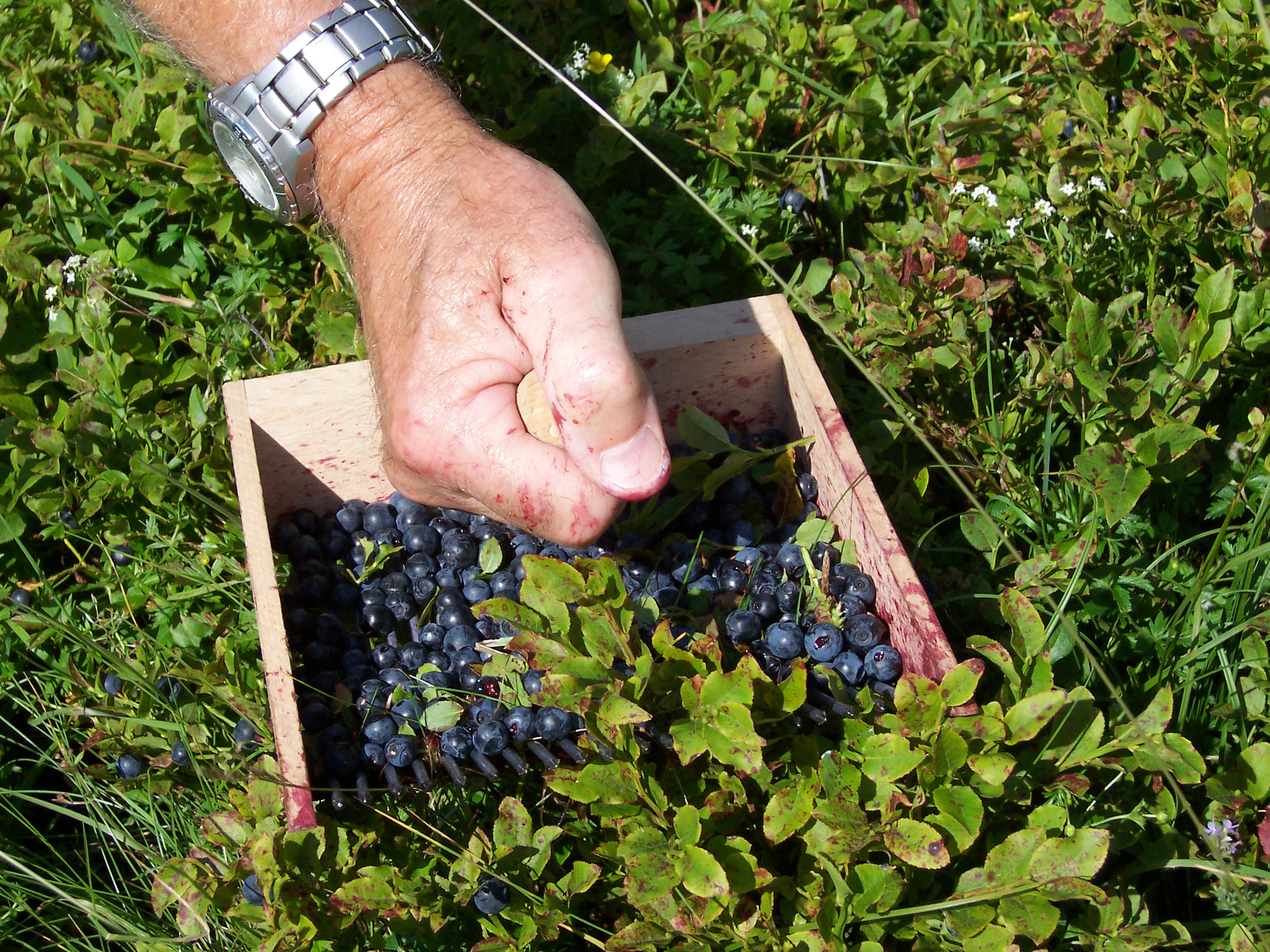
Peigne pour récolter les myrtilles
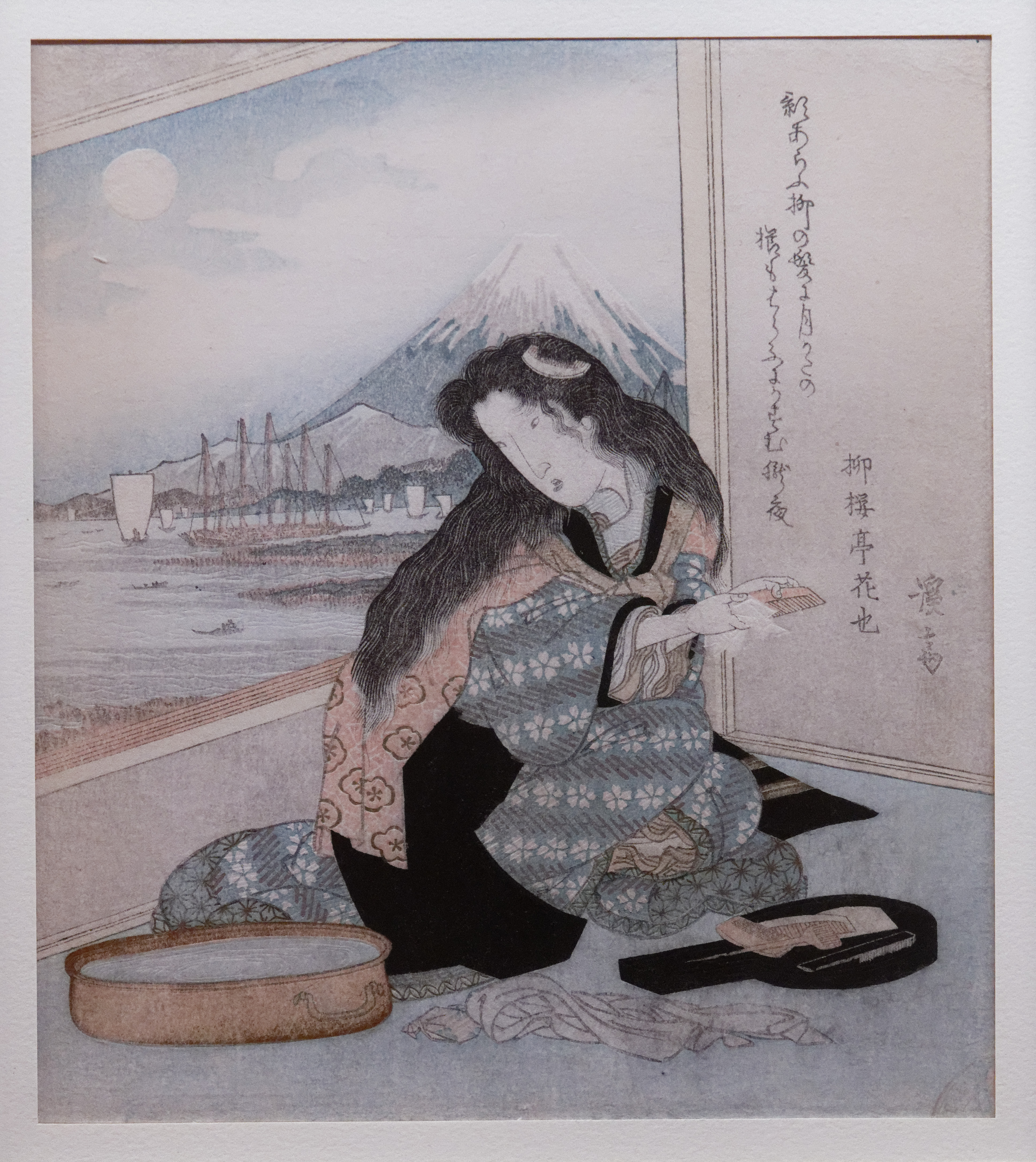
Estampe japonaise de la femme au peigne au Musée Guimet

## Traditions populaires et littérature

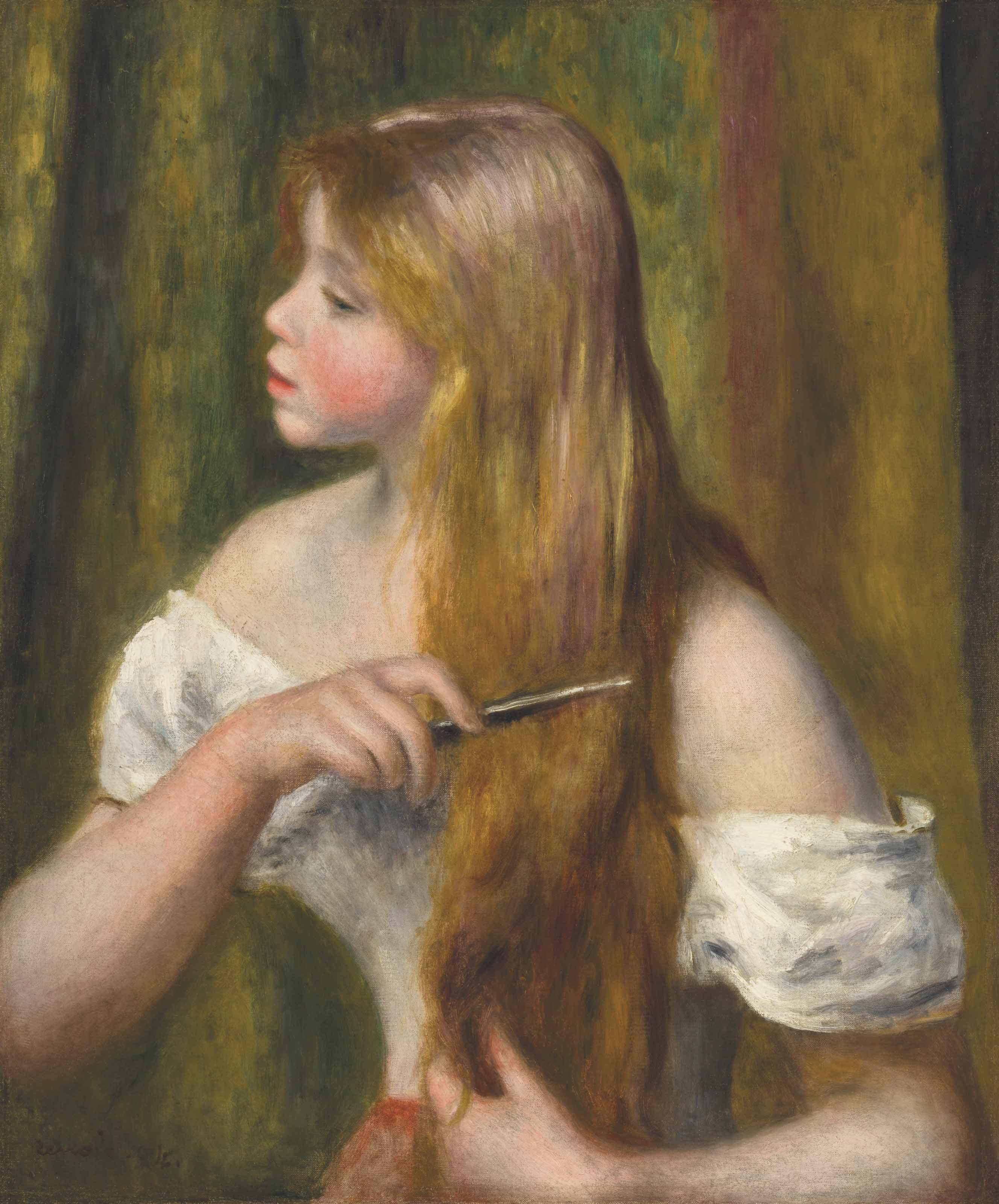
Jeune fille se peignant d'Auguste Renoir (1894).

Objet usuel depuis des temps immémoriaux, le peigne apparaît fréquemment dans les contes et légendes. De nombreuses jeunes filles séduisent un amoureux alors qu’elles peignent leurs longs cheveux. Comme la Lorelei sur les bords du Rhin, elles ont parfois un peigne en or. Dans la mythologie basque, les lamina, Basa Andere, les divinités féminines comme Mari ont toujours leur orrazi, peigne d’or qui suscite les convoitises des humains, à leurs risques et périls.
Dans le conte Blanche-Neige des frères Jacob et Wilhelm Grimm, la méchante reine tente de tuer Blanche-Neige en la coiffant avec un peigne empoisonné.
Dans Les Confessions, Jean-Jacques Rousseau évoque, sous le titre « Un Peigne cassé », un épisode où il est injustement accusé d'avoir cassé un peigne.